# Нотаріус в Україні
Запит «Нотаріат України» перенаправляється сюди; на цю тему потрібна окрема стаття
Нотаріус в Україні — це уповноважена державою фізична особа, яка здійснює нотаріальну діяльність у державній нотаріальній конторі, державному нотаріальному архіві або незалежну професійну нотаріальну діяльність, зокрема посвідчує права, а також факти, що мають юридичне значення, та вчиняє інші нотаріальні дії, передбачені законом, з метою надання їм юридичної вірогідності.

## Нормативно-правові основи нотаріальної діяльності
Правовою основою діяльності нотаріату є Конституція України, Закон України «Про нотаріат», Порядок вчинення нотаріальних дій нотаріусами України, інші нормативно-правові акти.
11 липня 2023 року, Кабінет Міністрів України затвердив «Порядок доступу нотаріусів до Єдиного державного демографічного реєстру» (далі - Порядок). Порядок визначає механізм надання доступу нотаріусів до Єдиного державного демографічного реєстру, отримання ними з метою встановлення особи, що звернулася за вчиненням нотаріальної дії: інформації про дійсність документів, оформлених із застосуванням Реєстру; відомостей або інших персональних даних з Реєстру про особу, що звернулася за вчиненням нотаріальної дії.

## Форми роботи
Нотаріуси можуть бути як приватними, так і державними (перші є самозайнятими особами, а другі працюють у державних нотаріальних конторах). Зараз різниці між державним і приватним практично немає, тільки те, що державні працюють в державних нотаріальних конторах, а приватні мають свій офіс, де приймають осіб. Документи мають однакову силу як у державних, так і у приватних нотаріусів.

## Правовий статус нотаріуса

### Права нотаріуса
- витребувати від підприємств, установ і організацій відомості та документи, необхідні для вчинення нотаріальних дій;
- одержувати плату за надання додаткових послуг правового та технічного характеру, які не пов'язані із вчинюваними нотаріальними діями, а також за вчинення приватними нотаріусами нотаріальних дій;
- складати проекти угод і заяв, виготовляти копії документів та виписки з них, а також давати роз'яснення з питань вчинення нотаріальних дій і консультації правового характеру. Чинним законодавством нотаріусу можуть бути надані й інші права.

### Обов'язки нотаріуса в Україні
- здійснювати свої професійні обов'язки відповідно до цього Закону і принесеної присяги, дотримуватися правил професійної етики;
- сприяти громадянам, підприємствам, установам і організаціям у здійсненні їх прав та захисті законних інтересів, роз'яснювати права і обов'язки, попереджати про наслідки вчинюваних нотаріальних дій для того, щоб юридична необізнаність не могла бути використана їм на шкоду;
- зберігати в таємниці відомості, одержані ним у зв'язку з вчиненням нотаріальних дій;
- відмовити у вчиненні нотаріальної дії в разі її невідповідності законодавству України або міжнародним договорам;
- вести нотаріальне діловодство та архів нотаріуса відповідно до встановлених правил;
- дбайливо ставитися до документів нотаріального діловодства та архіву нотаріуса, не допускати їх пошкодження чи знищення;
- надавати документи, інформацію і пояснення на вимогу Міністерства юстиції України, Головного управління юстиції Міністерства юстиції України в Автономній Республіці Крим, головних управлінь юстиції в областях, містах Києві та Севастополі при здійсненні ними повноважень щодо контролю за організацією діяльності та виконанням нотаріусами правил нотаріального діловодства;
- постійно підвищувати свій професійний рівень;
- виконувати інші обов'язки, передбачені законом.

## Перелік нотаріальних дій
Нотаріуси вчиняють такі нотаріальні дії:
1. Посвідчують правочини (договори, заповіти, довіреності тощо);
2. Вживають заходів щодо охорони спадкового майна;
3. Видають свідоцтва про право на спадщину;
4. Видають свідоцтва про право власності на частку в спільному майні подружжя в разі смерті одного з подружжя;
5. Видають свідоцтва про придбання майна з прилюдних торгів (аукціонів);
6. Видають свідоцтва про придбання майна з прилюдних торгів (аукціонів), якщо прилюдні торги (аукціони) не відбулися;
7. Провадять опис майна фізичної особи, яка визнана безвісно відсутньою або місце перебування якої невідоме;
8. Видають дублікати нотаріальних документів, що зберігаються у справах нотаріуса;
9. Накладають та знімають заборону щодо відчуження нерухомого майна (майнових прав на нерухоме майно) і транспортних засобів, що підлягають державній реєстрації;
10. Засвідчують вірність копій (фотокопій) документів і виписок з них;
11. Засвідчують справжність підпису на документах;
12. Засвідчують вірність перекладу документів з однієї мови на іншу;
13. Посвідчують факт, що фізична чи юридична особа є виконавцем заповіту;
14. Посвідчують факт, що фізична особа є живою;
15. Посвідчують факт перебування фізичної особи в певному місці;
16. Посвідчують час пред'явлення документів;
17. Передають заяви фізичних та юридичних осіб іншим фізичним та юридичним особам;
18. Приймають у депозит грошові суми та цінні папери;
19. Вчиняють виконавчі написи;
20. Вчиняють протести векселів;
21. Вчиняють морські протести;
22. Приймають на зберігання документи.

На нотаріусів може бути покладено вчинення інших нотаріальних дій згідно із законом.

## Умови зайняття посади нотаріуса
Нотаріусом може бути:
1. Громадянин України;
2. Має повну вищу юридичну освіту;
3. Володіє державною мовою;
4. Має стаж роботи в сфері права не менш, як 6 років, з них помічником нотаріуса або консультантом державної нотаріальної контори — не менш як три роки;
5. Склав кваліфікаційний іспит;
6. Отримав свідоцтво про право на заняття нотаріальною діяльністю.

Не може бути нотаріусом особа, яка:
1. Має судимість;
2. Обмежена у дієздатності або визнана судом недієздатною.

Обмеження для нотаріуса:
Нотаріусу забороняється використовувати свої повноваження з метою одержання неправомірної вигоди або прийняття обіцянки чи пропозиції такої вигоди для себе чи інших осіб.
Нотаріус не може займатися:
- підприємницькою, адвокатською діяльністю;
- бути засновником адвокатських об'єднань;
- перебувати на державній службі або службі в органах місцевого самоврядування, у штаті інших юридичних осіб;
- виконувати іншу оплачувану роботу, крім викладацької, наукової і творчої діяльності.

## Присяга нотаріуса
Особа, якій вперше надається право займатися нотаріальною діяльністю, в Головному управлінні юстиції Міністерства юстиції України в Автономній Республіці Крим, головних управліннях юстиції в областях, містах Києві та Севастополі в урочистій обстановці приносить присягу такого змісту: «Урочисто присягаю виконувати обов'язки нотаріуса чесно і сумлінно, згідно з законом і совістю, поважати права і законні інтереси громадян і організацій, зберігати професійну таємницю, скрізь і завжди берегти чистоту високого звання нотаріуса».

## Контроль за діяльністю приватного нотаріуса
Перевірка організації нотаріальної діяльності приватного нотаріуса, дотримання ним порядку вчинення нотаріальних дій та виконання правил нотаріального діловодства здійснюють:
1. Міністерство юстиції України;
2. Головне управління юстиції Міністерства юстиції України в Автономній Республіці Крим;
3. Головні управління юстиції в областях, містах Києві та Севастополі.

Порядок проведення перевірки затверджується Міністерством юстиції України.

## Нотаріат України
Нотаріа́т Украї́ни — це система органів і посадових осіб, на які покладено обов'язок посвідчувати права, а також факти, що мають юридичне значення, та вчиняти інші нотаріальні дії, передбачені Законом України «Про нотаріат», з метою надання їм юридичної вірогідності.
Вчинення нотаріальних дій в Україні покладається на нотаріусів, які працюють в державних нотаріальних конторах, державних нотаріальних архівах або займаються приватною нотаріальною діяльністю.
Документи, оформлені державними і приватними нотаріусами, мають однакову юридичну силу.
У населених пунктах, де немає нотаріусів, нотаріальні дії вчиняються посадовими особами органів місцевого самоврядування.
Вчинення нотаріальних дій за кордоном покладається на консульські установи України, а у випадках, передбачених чинним законодавством, — на дипломатичні представництва України.
Станом на серпень 2013 в Україні працює близько 7 тис. нотаріусів.
В Україні створено самоврядну професійну організацію нотаріусів – Нотаріальну палату України. Таке рішення одностайно було прийнято на Першому установчому з'їзді нотаріусів України, який відбувся 29 березня 2013 року в м.Києві. Під час З’їзду було затверджено Статут новоствореної організації, обрано її президента та сформовано склад керівних органів НПУ.